# Doria Shafik
Doria Shafik (tiếng Ả Rập: درية شفيق;14 tháng 12 năm 1908 – 20 tháng 9 năm 1975) là một nhà nữ quyền, nhà thơ, nhà biên tập, và là một trong những nhà lãnh đạo chính của phong trào đấu tranh giải phóng phụ nữ ở Ai Cập vào giữa những năm 1940.
Shafik sinh tại Tanta, trong vùng đồng bằng sông Nile của Bắc Ai Cập. Cô kết hôn với Nour Al-Din Ragai tại Paris vào năm 1937.